# Thalassomedon
Thalassomedon là một chi của plesiosaur, được đặt tên bởi Welles trong năm 1943. Trong tiếng Hy Lạp, Thalassa nghĩa là "biển" và medon nghĩa là "chúa tể, cai trị". Thalassomedon nghĩa là "chúa tể của biển cả".

## Tìm kiếm và phân loại
Chi này của plesiosaur được tìm thấy ở Bắc Mỹ, niên đại khoảng 95 triệu năm trước. Nó được tìm thấy trong tầng Cenomanian của đá từ kỷ Creta muộn. Họ hàng tương đối gần của nó là Elasmosaurus và chúng cùng nhau tạo nên họ Elasmosauridae. Có sáu mẫu vật từ các bang khác nhau được trưng bày tại nhiều viện bảo tàng của Mỹ.

## Giải phẫu

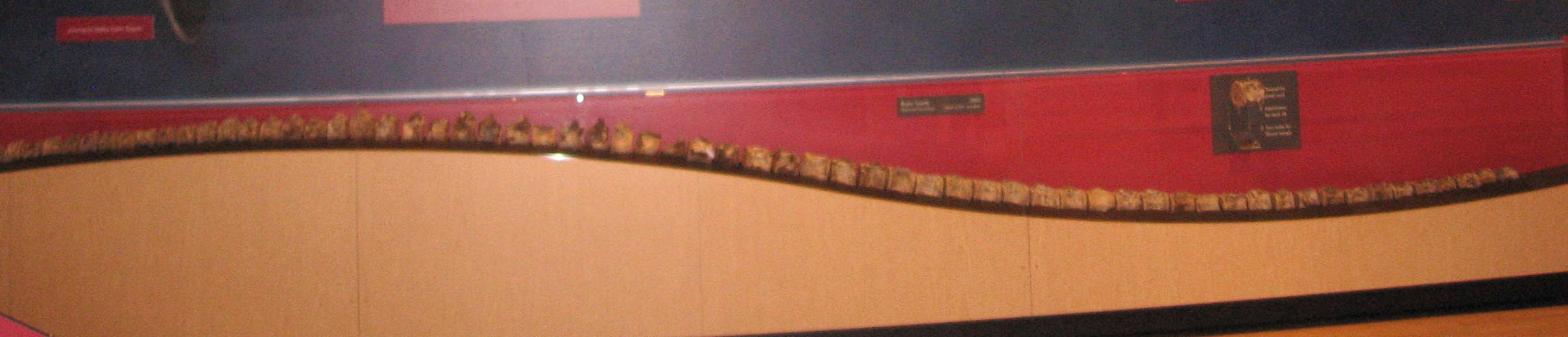
Đốt sống cổ

Với chiều dài 12 mét (39 ft), cổ gồm 62 đốt sống  dài khoảng 6 mét (20 ft) bằng nửa chiều dài cơ thể. Hộp sọ dài 47 cm (19 in), với răng dài 5 cm (2,0 in). Các chân chèo dài khoảng 1,5–2 m (4,9-6,6 ft). Đá đã được tìm thấy trong dạ dày của chúng khiến một số người đưa ra giả thuyết rằng chúng được Thalassomedon nuốt vào để nghiền nát thức ăn khi tiêu hóa.